# 화학유전체학
화학유전체학(化學遺傳體學, Chemicogenomics 또는 Chemical genomics)은 대량의 다양한 화학 물질을 이용하여, 대량의 유전자의 발현과 기능을 연구하는 학문이다. 화학유전체학은 유전체학 계열 중에서 신약개발과 가장 가까운 분야이다.
화학유전체학의 주요 분석들은 생정보학 프로그램으로 이루어져 있다.

## 같이 보기
- 화학생물학
- 약물 발견
- 고속대량 스크리닝
- 맞춤의학
- 표현형 스크리닝